# Liste der Monuments historiques in Orschwiller
Die Liste der Monuments historiques in Orschwiller führt die Monuments historiques in der französischen Gemeinde Orschwiller auf.

## Liste der Bauwerke
| Bezeichnung                  | Beschreibung | Standort                  | Kennzeichnung | Schutzstatus   | Datum     | Bild           |
| ---------------------------- | --- | ------------------------- | ------------- | -------------- | --------- | -------------- |
| Oedenburg                    | Ruine einer Höhenburg, 12. oder 13. Jahrhundert, vor 1417 aufgegeben                                                      | westlich des Ortes (Lage) | PA00085296    | Classé         | 1993      | weitere Bilder |
| Hohkönigsburg                | Höhenburg, erste Hälfte des 12. Jahrhunderts, 1633 zerstört; von 1901 bis 1908 nach Plänen von Bodo Ebhardt rekonstruiert | westlich des Ortes (Lage) | PA00084875    | Classé         | 1862 1993 | weitere Bilder |
| Wasserwerk der Hohkönigsburg | 1903 nach Plänen von Bodo Ebhardt gebaut                                                                                  | westlich des Ortes (Lage) | PA00085298    | Inscrit        | 1991      | weitere Bilder |
| Kirche St-Maurice            | 1780/81 nach Plänen von Charles Christiani erbaut                                                                         | Rue de l’Église (Lage)    | PA00084876    | Inscrit Classé | 1986 1987 | weitere Bilder |

## Liste der Objekte
| Bezeichnung                | Beschreibung                                                                                     | Standort                              | Kennzeichnung | Schutzstatus | Datum     | Bild           |
| -------------------------- | ------------------------------------------------------------------------------------------------ | ------------------------------------- | ------------- | ------------ | --------- | -------------- |
| Kanzel                     | Nussbaumholz, farbig gefasst und vergoldet, Ende des 18. Jahrhunderts; 1985 durch Brand zerstört | in der Kirche St-Maurice (Lage)       | PM67000639    | Classé       | 1977      |                |
| Orgel                      | 1852 von Stiehr-Mockers gebaut; 1989 nach Brandschaden von 1985 restauriert                      | in der Kirche St-Maurice (Lage)       | PA00084876    | Classé       | 1986      | weitere Bilder |
| Instrumentalteil der Orgel | 1852 von Stiehr-Mockers gebaut; 1989 nach Brandschaden von 1985 restauriert                      | in der Kirche St-Maurice (Lage)       | PM67000226    | Classé       | 1986      | weitere Bilder |
| Gemälde Heiliger Mauritius | Ölfarbe auf Leinwand, 1803 von Simon Göser                                                       | in der Kirche St-Maurice (Lage)       | PM67000638    | Classé       | 1977      |                |
| Grabkreuz                  | Schmiedeeisen, bemalt, 1729                                                                      | außen an der Kirche St-Maurice (Lage) | PM67000902    | Classé       | 1999      |                |
| Skulptur Madonna mit Kind  | Holz, farbig gefasst und vergoldet, vermutlich aus dem 19. Jahrhundert                           | in der Kirche St-Maurice (Lage)       | PM67001718    | Inscrit      | 1976      |                |
| Tabernakel des Hauptaltars | Eichenholz, vergoldet, Anfang des 19. Jahrhunderts                                               | in der Kirche St-Maurice (Lage)       | PM67001719    | Inscrit      | 1976      |                |
| Sieben Skulpturen          | u. a. Ecce homo und Heilige Familie; Holz farbig gefasst, 18. und 19. Jahrhundert                | in der Kapelle St-Joseph (Lage)       | PM67001716    | Inscrit      | 1976      |                |
| Vier Gemälde               | Ölfarbe auf Leinwand, 1825 von Lucas Neysser                                                     | in der Kapelle St-Joseph (Lage)       | PM67001717    | Inscrit      | 1976      |                |
| Truhe                      | Eichenholz, Schmiedeeisen, zweite Hälfte des 17. Jahrhunderts                                    | in der Hohkönigsburg (Lage)           | PM67000763    | Classé       | 1995      |                |
| Kredenz                    | Nussbaum, zweite Hälfte des 17. Jahrhunderts                                                     | in der Hohkönigsburg (Lage)           | PM67000712    | Classé       | 1991      |                |
| Zwei Leuchter              | Metall, vergoldet, 1908 und 1914                                                                 | in der Hohkönigsburg (Lage)           | PM67000716    | Classé       | 1991      |                |
| Truhe                      | Tannen-, Eichen- und Birkenholz, vermutlich aus dem 16. Jahrhundert                              | in der Hohkönigsburg (Lage)           | PM67000722    | Classé       | 1991      |                |
| Schrank                    | Tannen- und Nussbaumholz, 17. Jahrhundert                                                        | in der Hohkönigsburg (Lage)           | PM67000703    | Classé       | 1991      |                |
| Unterschrank               | Nussbaum, Schmiedeeisen, um 1600                                                                 | in der Hohkönigsburg (Lage)           | PM67000704    | Classé       | 1991      |                |
| 24 Stühle                  | Buchenholz, Leder, 1910 bis 1914                                                                 | in der Hohkönigsburg (Lage)           | PM67000715    | Classé Clasé | 1991 1995 |                |
| Truhe                      | Eichen- und Tannenholz, vermutlich aus dem 16. Jahrhundert                                       | in der Hohkönigsburg (Lage)           | PM67000723    | Classé       | 1991      |                |
| Truhe                      | Eichenholz, Schmiedeeisen, 16. oder 17. Jahrhundert                                              | in der Hohkönigsburg (Lage)           | PM67000724    | Classé       | 1991      |                |
| Truhe                      | Kiefernholz, 16. oder 17. Jahrhundert                                                            | in der Hohkönigsburg (Lage)           | PM67000727    | Classé       | 1991      |                |
| Wiege                      | Eichenholz                                                                                       | in der Hohkönigsburg (Lage)           | PM67001314    | Inscrit      | 1992      |                |
| Reisetruhe                 | Holz, Leder, 17. Jahrhundert                                                                     | in der Hohkönigsburg (Lage)           | PM67000689    | Classé       | 1991      |                |
| Schrank                    | Tannenholz, erste Hälfte des 17. Jahrhunderts                                                    | in der Hohkönigsburg (Lage)           | PM67000702    | Classé       | 1991      |                |
| Truhe                      | Tannen-, Eichen- und Obstbaumholz, 1595                                                          | in der Hohkönigsburg (Lage)           | PM67000720    | Classé       | 1991      |                |
| Truhe                      | Tannenholz, Schmiedeeisen, 16. Jahrhundert                                                       | in der Hohkönigsburg (Lage)           | PM67000721    | Classé       | 1991      |                |
| Truhe                      | Eichen- und Nussbaumholz, 1607                                                                   | in der Hohkönigsburg (Lage)           | PM67000728    | Classé       | 1991      |                |
| Truhe                      | Kiedernholz, 17. Jahrhundert                                                                     | in der Hohkönigsburg (Lage)           | PM67000729    | Classé       | 1991      |                |
| Kredenz                    | Eichenholz, vermutlich aus dem 17. Jahrhundert                                                   | in der Hohkönigsburg (Lage)           | PM67001317    | Inscrit      | 1992      |                |
| Truhe                      | Eichenholz, Schmiedeeisen, 17. Jahrhundert                                                       | in der Hohkönigsburg (Lage)           | PM67000690    | Classé       | 1991      |                |
| Schrank                    | Tannen- und Kiefernholz, 16. Jahrhundert, im 19. Jahrhundert ergänzt                             | in der Hohkönigsburg (Lage)           | PM67000701    | Classé       | 1991      |                |
| Schrank                    | Buchen- und Eschenholz, um 1620                                                                  | in der Hohkönigsburg (Lage)           | PM67000705    | Classé       | 1991      |                |
| Schrank                    | Tannen-, Buchen-, Nussbaum- und Obstbaumholz, um 1675                                            | in der Hohkönigsburg (Lage)           | PM67000708    | Classé       | 1991      |                |
| Wäscheschrank              | Obstbaumholz, 18. Jahrhundert                                                                    | in der Hohkönigsburg (Lage)           | PM67000709    | Classé       | 1991      |                |
| Schrank                    | Buchen- und Nussbaumholz, erste Hälfte des 18. Jahrhunderts                                      | in der Hohkönigsburg (Lage)           | PM67000710    | Classé       | 1991      |                |
| Zwölf Stühle               | Buchenholz, Leder, 1910 bis 1914                                                                 | in der Hohkönigsburg (Lage)           | PM67000714    | Classé       | 1991 1995 |                |
| Leuchter                   | Schmiedeeisen, Horn, Bein, 19. Jahrhundert                                                       | in der Hohkönigsburg (Lage)           | PM67000717    | Classé       | 1991      |                |
| Truhe                      | Eichenholz, Bein, Schmiedeeisen, um 1500                                                         | in der Hohkönigsburg (Lage)           | PM67000718    | Classé       | 1991      |                |
| Truhe                      | Holz, bemalt, um 1500                                                                            | in der Hohkönigsburg (Lage)           | PM67000719    | Classé       | 1991      |                |
| Truhe                      | Kiefernholz, bemalt, 16. oder 17. Jahrhundert                                                    | in der Hohkönigsburg (Lage)           | PM67000725    | Classé       | 1991      |                |
| Wiege                      | Holz, 18. Jahrhundert                                                                            | in der Hohkönigsburg (Lage)           | PM67001315    | Inscrit      | 1992      |                |
| Reisetruhe                 | Tannenholz, bemalt, Schmiedeeisen, 17. Jahrhundert                                               | in der Hohkönigsburg (Lage)           | PM67000688    | Classé       | 1991      |                |
| Modell der Hohkönigsburg   | Darstellung des nichtrestaurierten Zustands; Holz und Gips, bemalt, 1905 von Bodo Ebhardt        | in der Hohkönigsburg (Lage)           | PM67000700    | Classé       | 1991      |                |
| Schrank                    | Tannen-, Ahorn-, Nussbaum- und Eichenholz, um 1625                                               | in der Hohkönigsburg (Lage)           | PM67000706    | Classé       | 1991      |                |
| Schrank                    | Tannen-, Buchen-, Ahorn- und weitere Hölzer, 1621                                                | in der Hohkönigsburg (Lage)           | PM67000707    | Classé       | 1991      |                |
| Buffet                     | Tannenholz, Schmiedeeisen, um 1600                                                               | in der Hohkönigsburg (Lage)           | PM67000711    | Classé       | 1991      |                |
| Bett                       | Nussbaum- und Tannenholz, Anfang des 18. Jahrhunderts                                            | in der Hohkönigsburg (Lage)           | PM67000713    | Classé       | 1991      |                |
| Truhe                      | Kiefernholz, bemalt, 16. oder 17. Jahrhundert                                                    | in der Hohkönigsburg (Lage)           | PM67000726    | Classé       | 1991      |                |
| Tisch                      | Eichenholz, Anfang des 20. Jahrhunderts                                                          | in der Hohkönigsburg (Lage)           | PM67001316    | Inscrit      | 1992      |                |
| Hängeschrank               | Tannen-, Eichen- und Nussbaumholz, erste Hälfte des 18. Jahrhunderts                             | in der Hohkönigsburg (Lage)           | PM67001318    | Inscrit      | 1992      |                |